# Hantverksföreningens hus i Åmål
Hantverksföreningens hus är en borgargård i kvarteret Liljan Mindre vid Södra Ågatan 11 i Åmål. Byggnaden, som uppfördes på 1840-talet, är byggnadsminne sedan den 17 april 1978.

## Historia
Gården bebyggdes på 1840-talet av brukspatronen Johan Åberg med bostadshus, två flyglar och ett gårdshus. Flyglarna har fungerat som magasin respektive uthus. Det sistnämnda tillbyggdes under 1920-talet. Gårdshuset är en enkelstuga och har använts som bostad.
Efter Johan Åbergs konkurs köptes fastigheten av Åmåls sparbank, som kom att bedriva sin verksamhet där och delade en tid lokal med Nya Wermlandsbanken. Det har även varit postkontor i byggnaden. Fastigheten ägdes under många år av Åmåls Industri och Hantverksförening, men ägs numera av Åmåls kommun.
Andra benämningar på byggnaden har varit Plantaget eller Åbergsgården.

## Beskrivning
Den gamla borgargården, som populärt går under namnet Hantverksföreningens hus, ligger mitt i kvarteret Liljan Mindre, i södra delen av stadsdelen Plantaget i centrala Åmål. Fastigheten går rakt igenom kvarteret och är bebyggd med ett bostadshus längs Södra Ågatan och en magasinslänga mot Norra Långgatan. Mellan dessa byggnader finns en grusad gårdsplan med ett gårdshus mot nordost där fastigheten gränsar mot Waldenströmska gården, dessa båda gårdars hus är byggda vägg mot vägg längs tomtgränsen. Mot sydväst gränsar gården mot stadshotellets tomt där annexbyggnadens långsida följer tomtgränsen, här har tidigare stått en uthuslänga. Samtliga byggnader är panelklädda timmerhus i två våningar med skiffertak. Bostadshuset är gråmålat med en klassicerande panelarkitektur, gårdshuset är en enkelstuga med mer anspråkslöst utseende. Mellan bostadshuset och gårdshuset finns en låg mindre byggnad, närmast ett skjul med skiffertäckt pulpettak men endast en dörr och utan fönster. Magasinslängan är en faluröd byggnad med svarta portar och luckor samt vita fönster. Både bostadshuset och magasinslängan är invändigt kraftigt ombyggda för att passa nya verksamheter; café, frisersalong och kontor respektive utställnings- och hantverkslokal.
Samtliga byggnader är av timmer med locklistpanel under sadeltak. Dessa är täckta med skiffer på huvudbyggnaden och gårdshuset, på magasins- och uthuslängorna med plåt respektive papp. Bostadshuset och gårdshuset har två våningar och gråmålade fasader. De är utformade i klassicerande träarkitektur med bland annat tandsnittslister över dörrar och fönster. Tillsammans med de faluröda flyglarna utgör de en välbevarad sluten gårdsanläggning.

### Huvudbyggnaden
Bostadshuset är uppfört i två våningar av timmer med gråmålade fasader av lockpanel mot gatan samt på gaveln och locklistpanel mot gården. Mot gården finns även ett utanpåliggande trapphus. Sadeltaket är täckt med skiffer. Fasaderna kännetecknas av en klassicerande träarkitektur med bland annat tandsnittslister över dörrar och fönster. Byggnaden har korspostfönster utan spröjsning i rödbrun kulör med vita fönsteromfattningar. Ytterdörrarna är rödbruna parspegeldörrar, glasade upptill med diagonal spröjsning, ytterdörren mot gatan har överljusfönster. Entrén inramas av vitmålade träpilastrar som bär ett dörröverstycke med bland annat tandsnittslist och texten "Hantverksföreningen".
Interiört är byggnaden kraftigt förändrad och har ombyggts i flera omgångar. Idag finns på bottenvåningen ett café med kök och serveringslokaler samt frisersalong, övervåningen är inredd till kontor. Flera väggar har rivits då mindre rum slagits ihop till större lokaler, mycket lite är kvar av äldre inredning.

### Gårdshuset
Gårdshuset är en enkelstuga i två våningar av timmer med gråmålad locklistpanel under skiffertäckt sadeltak. Det har separat ingång till övervåningen via utvändigt trapphus. Två ytterdörrar till bottenvåningen, en troligen äldre med brädklädd pardörr i fiskbensmönster. Denna och ingången till trapphuset skyddas av ett papptäckt skärmtak, uppburet av stolpar med konsoler i snickarglädjestil närmast taket. Till vänster om pardörren finns en nytillkommen entré med modern ytterdörr under ett mindre skärmtak.
Övervåningen är inredd till kontor, men en del äldre inredning finns bevarad, bland annat en innerdörr och en pärlspontpanel i trapphuset.

### Magasinslänga
Magasinsbyggnaden är i två våningar av timmer med utknut och fasader av faluröd locklistpanel under skiffertäckt sadeltak. Portar av svarttjärade brädor på mitten av byggnadens båda långsidor och i dess sydvästra del. På övervåningen finns motsvarande luckor på mitten av båda långsidorna. Byggnaden har vita tvåluftsfönster med krysspröjsade rutor. Mot gården finns en utanpåliggande trätrappa till övervåningen.
Interiören är kraftigt förändrad och få spår finns kvar av den ursprungliga funktionen som magasin. Ett äldre trägolv och en trappa återstår av äldre inredning. Innerväggar har tagits bort för att få större lokalyta. Bottenvåningen är butik och utställningslokal för hemslöjd och konsthantverk. Delar av mellanbjälklaget är borttaget så att delar av lokalen är öppen från bottenvåningen och ända upp till taknocken. Taket är inklätt med isoleringsskivor men takstolarna är delvis synliga. Större delen av övervåningen är inredd till vävstuga. Även här har mellanväggar av timmer rivits.